# Hont (Gemeinde)
Hont ist eine ungarische Gemeinde im Kreis Balassagyarmat im Komitat Nógrád. Zur Gemeinde gehören die Ortsteile Csitár und Parassapuszta.

## Geografische Lage
Szomor liegt ungefähr 23 Kilometer westlich der Stadt Balassagyarmat, 500 Meter vom Fluss Ipoly entfernt, der dort die Grenze zur Slowakei bildet. Die Nachbargemeinde Drégelypalánk liegt fünf Kilometer östlich, jenseits der slowakischen Grenze befinden sich die Ortschaften Homok und Tešmák.

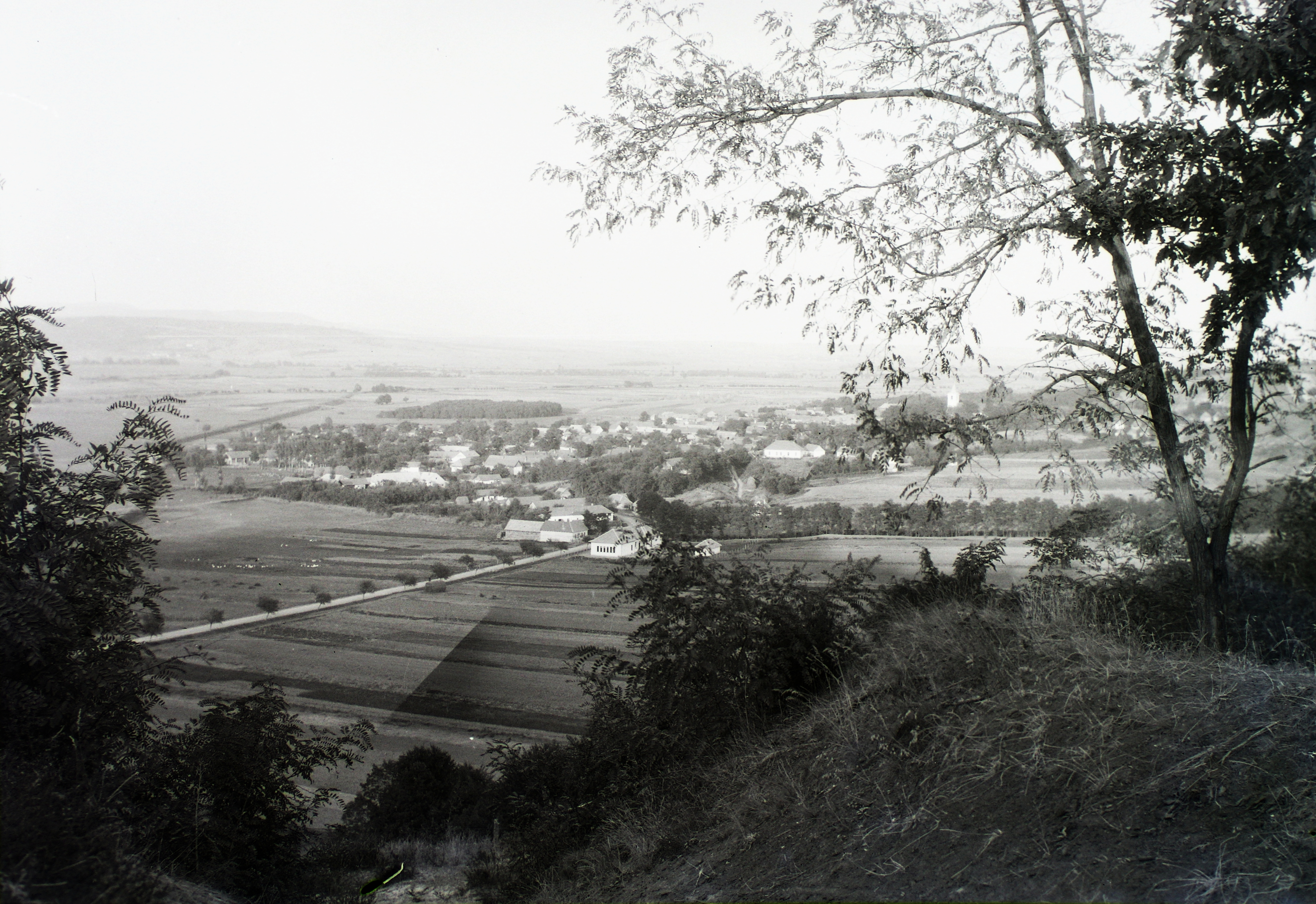
Blick auf Hont (1929)
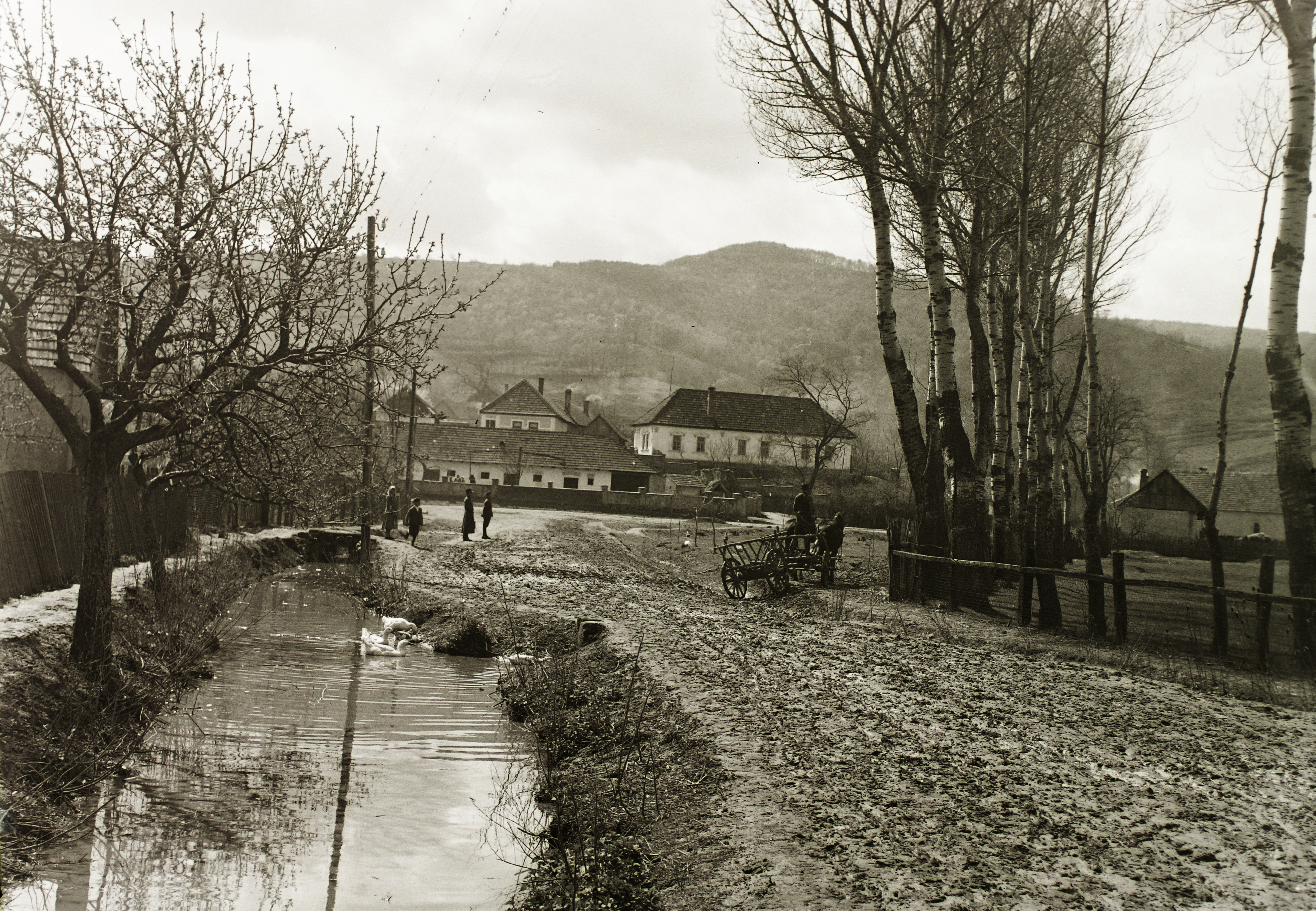
Hont (1935)

## Sehenswürdigkeiten
- Naturschutzgebiet und Lehrpfad (Honti-szakadék Természetvédelmi Terület és tanösvény)
- Pásztorfiú-Statue, erschaffen 1943 von László Marton, im Ortsteil Csitár
- Römisch-katholische Kirche Mennybemenetel, erbaut 1776 im barocken Stil
- Römisch-katholische Kapelle Magyarok Nagyasszonya, erbaut 1949, im Ortsteil Csitár

## Verkehr
Hont liegt an der Hauptstraße Nr. 2, die zur slowakischen Grenze führt. Der nächstgelegene Bahnhof befindet sich in Drégelypalánk.